# Kirche hl. Anna (Brederis)

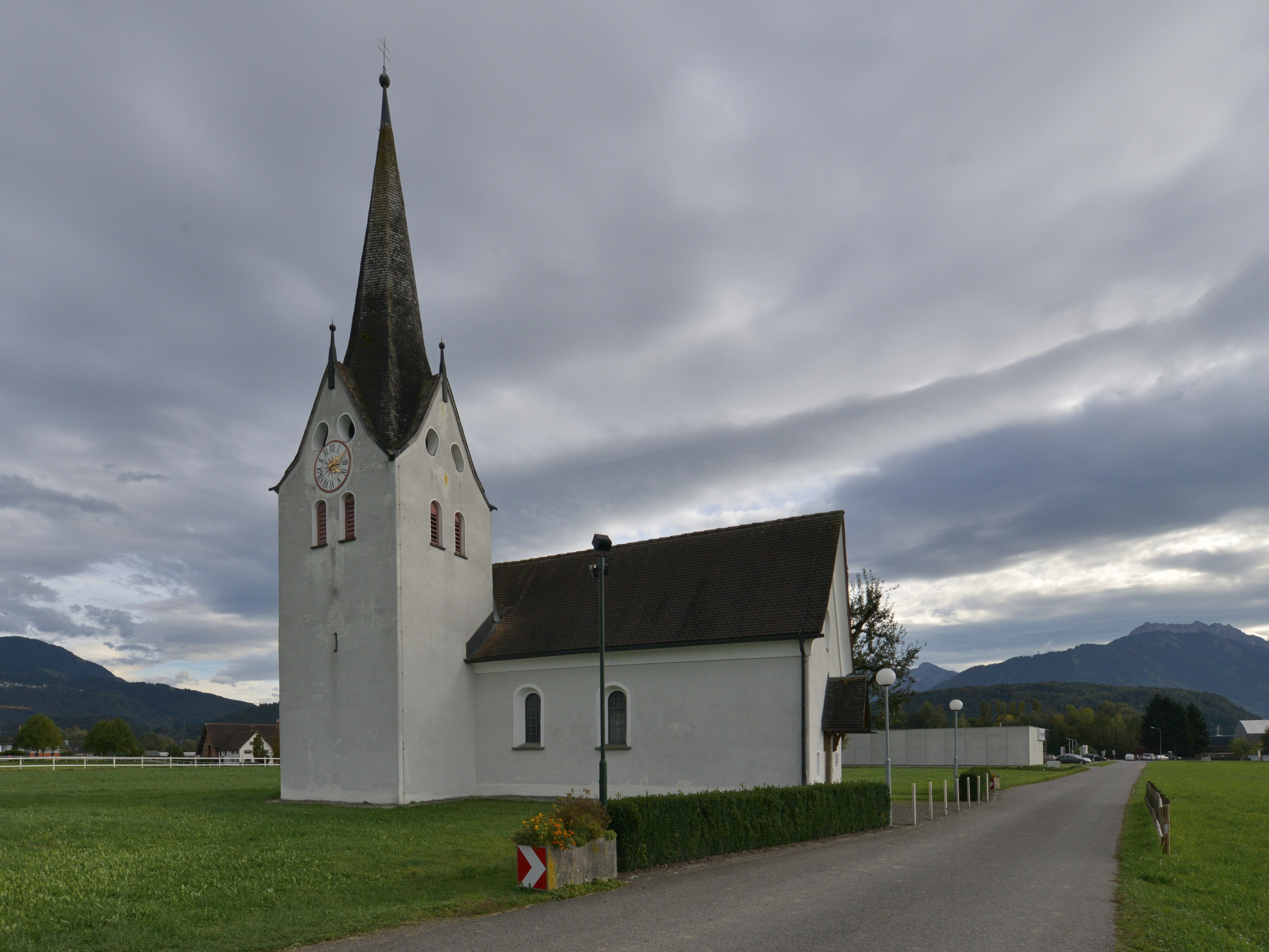
Kirche Hl. Anna in Brederis (Rankweil)

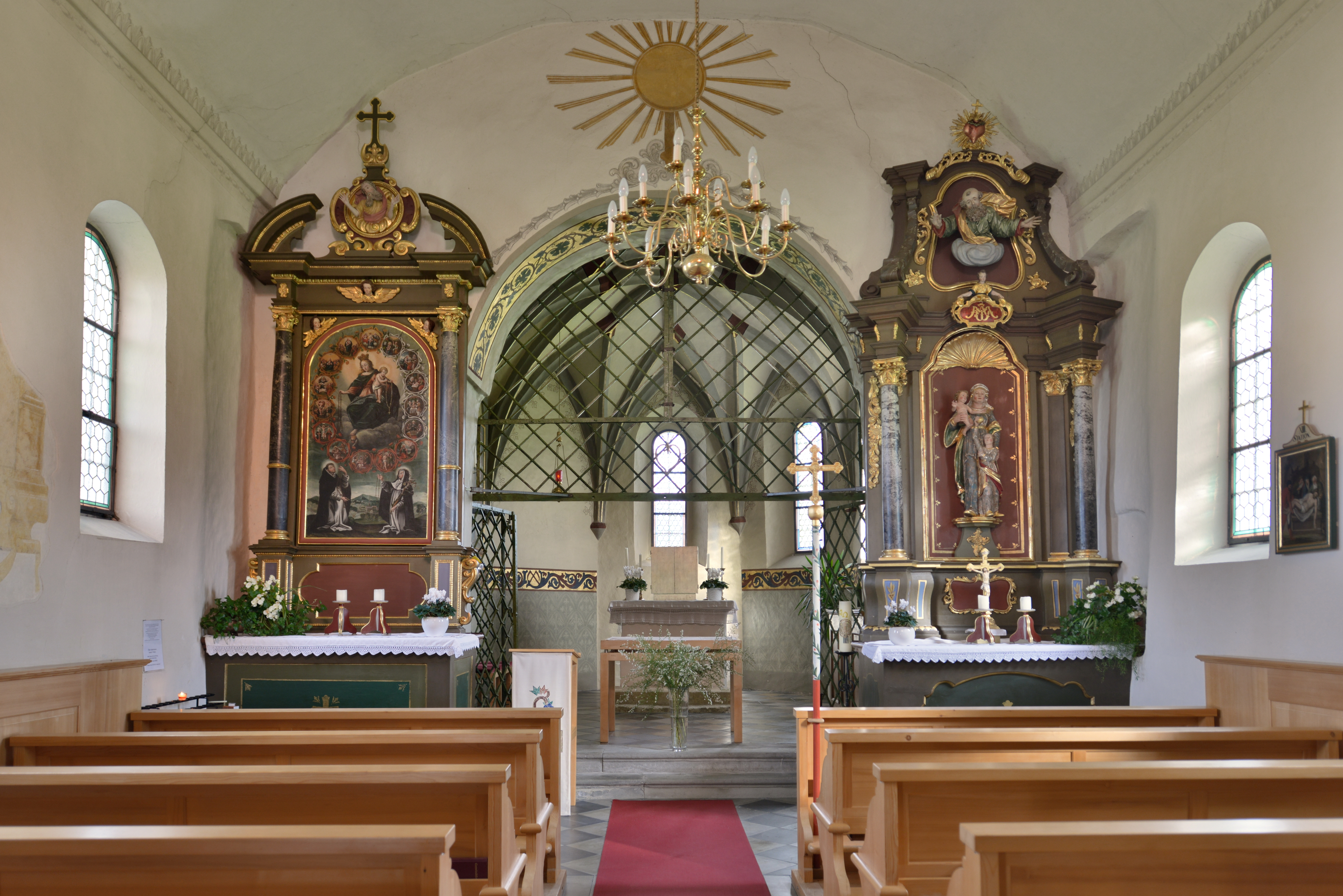
Innenraum der Kirche mit Blickrichtung zum Altar

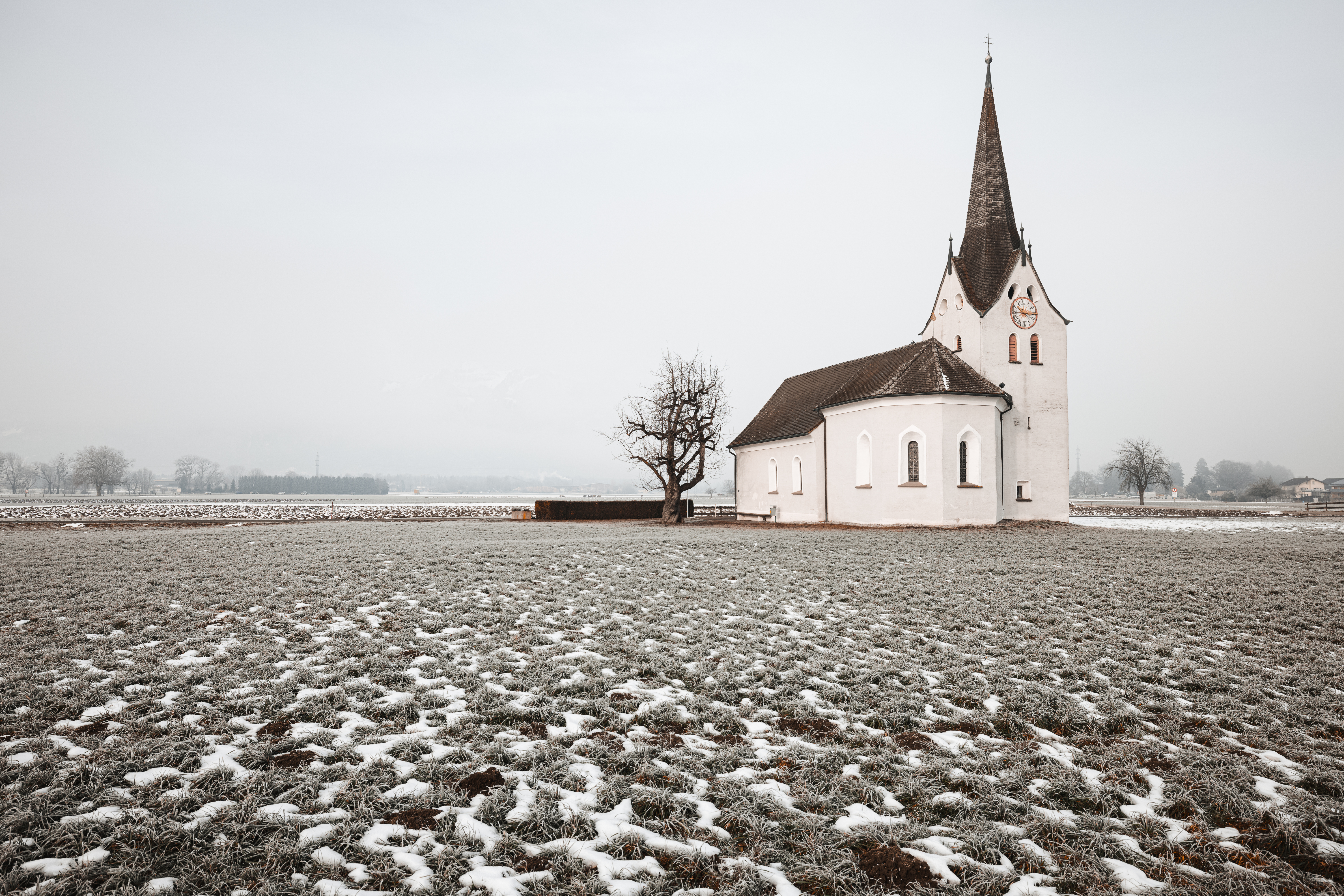
Januar 2022

Die römisch-katholische denkmalgeschützte (Listeneintrag) Kirche hl. Anna im Ortsteil Brederis der Marktgemeinde Rankweil im Bezirk Feldkirch in Vorarlberg gehört zur Basilika Rankweil und damit zum Dekanat Rankweil in der Diözese Feldkirch.
Die hl. Anna ist die Schutzpatronin gegen Gewitter.

## Lage
Der Kirchenbau (etwa 440 m ü. A.) stand in Rankweil-Brederis in der Parzelle St. Anna lange recht einsam. Inzwischen rückt der Siedlungsrand des Ortsteils Brederis immer näher. Das Gebäude trägt die Hausnummer St.-Anna-Weg 7. Das Bauwerk ist von der Pfarrkirche Brederis etwa 550 Meter Luftlinie entfernt.

## Geschichte
An jener Stelle, an der die Kirche steht, soll der heilige Eusebius von Rankweil am 31. Januar 884 geköpft worden sein. Die Kirche wurde 1506 auf einem Vorgängerbau errichtet und gemäß der ältesten erhaltenen Weiheurkunde am 17. November 1506 vom Churer Weihbischof Stephanus Tschuggli als Filialkirche der Pfarrkirche Rankweil-St. Peter eingeweiht. Bei der Weihe des Hochaltars am 18. November 1506 wurden Reliquien in den Hochaltar eingesetzt. Das Langhaus und der Turm wurden erst 1612 angebaut. Am 23. September 1617 erfolgte die Einweihung der Kirche.
1723 wurde ein Vorbau (Vorzeichen) bei der Eingangstüre an die Kirche angefügt. Aus dem Jahr 1883 ist die erste größere Renovierung der Kirche bekannt. Dabei wurde die Kirche auch um etwa drei Meter verlängert und eine Empore geschaffen. Im Sommer 1900 erfolgte die zweite bekannte Renovierung (Ausbesserungsarbeiten am Turm, Malerarbeiten außen). Die dritte bekannte Renovierung war im Zeitraum von 1928 bis 1930. Dabei musste unter anderem die 1883 erstellte Verlängerung der Kirche unterfangen werden, weil die Fundamente ungenügend waren. Die nächsten Renovierungen erfolgten 1968/1969 und 1978, bei der wieder – wie bei den Renovierungen zuvor – Teile der Außenfassade ausgebessert werden mussten. Die letzte große Renovierung wurde 1997 durchgeführt, bei der sowohl außen wie innen wesentliche Sanierungen durchgeführt wurden.

## Kirchenbau
Der eingeschoßige Bau ist ein nach allen Seiten freistehender Steinbau mit einer rechteckigen Grundform mit einer Fläche von rund 139 m² und mit West-Ost-Ausrichtung mit einem Satteldach.
In der Höhe des Chors ist nördlich ein gedrungener, rechteckiger Turm angebaut, der an drei Seiten freisteht und einen braunen achteckigen Spitzhelm hat. Das Satteldach ist mit Biberschwanzdachziegeln eingedeckt. Der Bau selbst ist weitgehend weiß verputzt.
Der Betraum hat ein Holz-Tonnengewölbe, während der Chorraum ein Netzrippengewölbe aufweist. Der Boden ist schachbrettartig mit hell- und dunkelgrauen, hochgestellten Fließen ausgelegt, wobei der Chorraum vom Betraum durch einen Chorbogen, zwei Stufen und ein massives Metallgitter abgegrenzt wird.

## Glocken
Die älteste der drei Glocken im Turm stammt aus dem Jahr 1506 und wiegt etwa 45 kg. In gotischen Minuskeln trägt diese die Inschrift: O Maria, Anno domini MDVI. 1706 wurde eine weitere Glocke angeschafft, die jedoch 1916 im Zuge des Ersten Weltkrieges abgeliefert und für die Herstellung von Waffen eingeschmolzen wurde. 1919 wurde eine 152 kg schwere Stahlglocke von der Glockengießerei Böhler aus Kapfenberg aufgezogen, 1922 eine weitere Stahlglocke mit 288 kg und 82 cm Durchmesser. Am 5. Juli 2008 wurden diese Stahlglocken durch zwei Bronzeglocken ersetzt. Die kleinere Glocke ist der hl. Anna geweiht und wiegt 189 kg. Sie wurde am 18. Oktober 2007 in Dornbirn in einem Wandergussofen auf der Kirchenmesse „Gloria“ gegossen. Sie ist auf f′′ gestimmt. Die größere Glocke wiegt 269 kg und ist auf es′′ gestimmt. Diese Glocke wurde am 5. Februar 2008 in der Glockengießerei Perner in Passau gegossen.

## Ausstattung
Der ursprünglich in der Anna-Kirche befindliche Hochaltar aus der Werkstatt von Ivo Strigel steht seit 1970 in der Pfarrkirche Brederis. Es ist ein spätgotischer Flügelaltar, vermutlich aus dem Jahr 1506. Bereits 1863 sollte dieser Altar nach dem Willen des damaligen Pfarrers von Rankweil um 700 Gulden verkauft werden, was aber damals von der Bevölkerung verhindert wurde. In der Anna-Kirche befindet sich nunmehr nur ein sehr schlichter Tabernakel auf einer Sandsteinplatte.
Im Chorraum befindet sich eine große Darstellung einer Kreuzigungsgruppe mit den 14 Nothelfern. Das Bild stammt aus der zweiten Hälfte des 17. Jahrhunderts von einem unbekannten Maler aus der Region. Der Gekreuzigte ist in dieser Darstellung nicht an ein Kreuz geschlagen dargestellt, sondern an einem Lebensbaum. Der Hintergrund des Bildes stellt die Landschaft um die Anna-Kirche dar sowie klein im Hintergrund die Kirche selbst.
Die beiden Seitenaltäre in der Anna-Kirche wurden erst später installiert, sie werden erstmals in einer Urkunde zur Kirchweihe durch den Fürstbischof Johann V. von Chur am 23. September 1617 erwähnt. Gemäß einer Nachricht im linken Altar habe diesen die Ehrenhafft Wittib Barbara Fürstainin zu Veldkirch seel. Anno 1612 erbauen lassen.
Der linke Seitenaltar war ursprünglich der hl. Barbara geweiht. Nunmehr befindet sich darin ein Bildnis der Rosenkranzkönigin inmitten eines Kranzes aus 15 kleinen Miniaturen, welche 15 Geheimnisse darstellen, und im Hintergrund ist die Kirche hl. Anna zu sehen. Der rechte Seitenaltar war dem hl. Franziskus geweiht. Er soll gegen Ende des 17. Jahrhunderts gegen einen dem hl. Eusebius geweihten Altar getauscht worden sein. Die Kirche erhielt am 13. März 1805 eine Reliquie des hl. Eusebius aus dem aufgelösten Kloster Viktorsberg. Nunmehr befindet sich darin eine Statue Anna selbdritt. Über der Statue im Aufsatz ist eine Darstellung von Gottvater (Mitte 17. Jahrhundert).
Die Kirchenbänke sind aus hellem Fichtenholz gefertigt und wurden bei der letzten Renovierung eingebaut. Das Chorgestühl hingegen stammt aus dem Jahr 1674. Vor dem linken Seitenaltar befindet sich ein Fragment eines Freskos aus dem 17. Jahrhundert, welches bei Abbruch der Kanzel zum Vorschein kam.
Die 14 Kreuzwegstationen im Betraum stammen aus dem 18. Jahrhundert, die Herkunft ist unbekannt. Die ursprünglich hier befindlichen Kreuzwegstationen befinden sich in der Pfarrkirche Brederis.
Zentral in der Mitte der Empore befindet sich eine Darstellung der hl. Anna, von ornamentalen Motiven umgeben. Dieses Bild stammt etwa aus der Mitte des 17. Jahrhunderts. Dargestellt ist die hl. Anna, wie sie Maria Unterricht im Lesen gibt.
An der südlichen Wandseite des Betraumes befindet sich eine Darstellung des Abendmahls von Jesus mit seinen zwölf Jüngern. Über den Personen schweben zwei Engel mit einem Hostienschrein. Der Maler ist unbekannt und stammt vermutlich aus der Region.

## Vorgängerbau
Unterhalb der Apsis wurden quadratische Fundamente freigelegt. Es wird vermutet, dass es sich dabei um einen kleineren Vorgängerbau der heutigen Kirche handelt.